# Anne-Laure Folly
Anne-Laure Folly es una directora de documentales togolesa.

## Carrera
En 1994 ganó la medalla de plata en el Festival de Televisión de Montecarlo por su documental Femmes aux yeux ouverts (Mujeres con los ojos abiertos). El trabajo registra a mujeres de Benín, Burkina Faso, Malí y Senegal hablando de sus vidas. En la secuencia de apertura del documental una mujer joven mira a la cámara y recita el poema:

Una buena mujer debe obedecer a su esposo en todo momento,
Una buena mujer no debe saber leer,
Los ojos de una buena mujer no deben estar abiertos. </poema>

El poema es de Monique Ilboudo de Burkina Faso, una de las mujeres  del documental. La película permite que diferentes mujeres de Malí, Senegal, Burkina Faso y Benín hablen sobre cómo enfrentan sus problemas. Siete secciones cubren los temas de clitoridectomía, matrimonio forzado, VIH/sida, lucha, supervivencia, economía y política. Demuestra la paradoja en la que las mujeres son responsables por la supervivencia y bienestar de sus familias, pero tienen poca voz en las decisiones importantes.
Les Oubliées (Las mujeres olvidadas) es un documental sobre Angola realizado en 1996. Explora los motivos de los combatientes, vinculados a la guerra fría, la intervención cubana y el régimen racista sudafricano. En este trabajo documental, permitió nuevamente a las mujeres contar sus propias historias. Mostrándolas desde un rango medio o cercano, obliga al espectador a enfocarse en sus rostros en lugar de en sus cuerpos o entorno, y se toma el tiempo para dejarles decir lo que tienen desean, brindando una perspectiva femenina única del conflicto. Folly participa en la película a través de su voz en off, dando un elemento subjetivo. Admite que no está familiarizada con Angola, y ciertamente no es una autoridad.
Su película Sarah Maldoror ou la nostalgie de l'utopie (1998) es un homenaje a Sarah Maldoror, quien realizó el clásico Sambizanga (1972).

## Filmografía
- 1992 Le Gardien des forces. Video, 52 min.
- 1993 Femmes du Niger. Video, 26 min.
- 1993 L'Or du Liptako. Video, 13 min.
- 1994 Femmes aux yeux ouverts. Video, 52 min.
- 1995 Les Amazones se sont se reconvierte. Video, 13 min.
- 1996 Del árbol al piragua / Entre l'arbe et la pirogue. 52 min.
- 1997 Les Oubliées. 16 mm, 52 min.
- 1998 Sarah Maldoror ou la nostalgie de l'utopie. 16 mm, 26 min.
- 1999 Deposez les Lames. 25 min.